# Microsoft ScanDisk
Microsoft ScanDisk（也称ScanDisk）是一个包含在MS-DOS和Windows 9x中的诊断工具，可以检查和修复磁盘的文件系统错误。它在MS-DOS 6.2中被首次引入。CHKDSK是其成功简化后的继任者。
ScanDisk有一个比CHKDSK更友好的用户界面，更多配置选项并可以检测和尽可能恢复磁盘上的物理错误。这取代并改进了能力有限的MS-DOS Recover工具。不同于CHKDSK，ScanDisk还会修复交叉链接的文件。
从Windows 95开始，ScanDisk有了一个图形用户界面，尽管基于文本的用户界面仍然只能提供单任务运行模式。
然而，ScanDisk不能检查NTFS磁盘驱动器，因此它对基于NT的Windows操作系统（包括Windows 2000、Windows XP及所有后续版本）基本不可用；出于此原因，新的CHKDSK代替了它（不应与MS-DOS中的CHKDSK命令混淆）。
在类Unix系统上，“fsck_msdosfs”等工具可完成同类任务。
在Windows 9x中，若系統異常關機（如藍白當機），則Windows在下次啟動時會執行ScanDisk程式以修復檔案系統錯誤，並顯示MS-DOS下的ScanDisk畫面（Windows Me則顯示視窗化的ScanDisk程式，若使用软盘启动或启动至OEM审核模式则与Windows 95/98相同）。

## 延伸阅读
- Stinson, Craig. . . Redmond, Washington: Microsoft Press. 1998  [24 December 2011]. ISBN 1-57231-681-0. （原始内容存档于2017-08-26）.